# 小路易斯·J·豪格下士級海上預置艦
小路易斯·J·豪格下士級海上預置艦是一款服役於美國海軍的貨輪，並服役到2010年代左右退役。
小路易斯·J·豪格下士級原先為歐登西鋼鐵造船廠於1980年建成並服役於馬士基航運的5艘貨輪，後來在馬士基服役數年後被美軍根據合約收購，並在伯利恆鋼鐵經過改造後於1984年入役美軍，並分配到海上預置艦中隊。
小路易斯·J·豪格下士級曾在服役後曾多次參與美軍的戰爭與運補任務，包括沙漠盾牌行動、沙漠風暴行動以及恢復希望行動。
進入21世紀後，隨著新型船隻的入役，小路易斯·J·豪格下士級逐漸被取代，相繼於2008年與2009年退役除籍並歸還馬士基航運。

## 同級艦
| 艦名                        | 舷號    | 造船廠           | 下水       | 服役（民用） | 服役（軍用） | 退役       | 結局                         |
| --------------------------- | ------- | ---------------- | ---------- | ------------ | ------------ | ---------- | ---------------------------- |
| 小路易斯·J·豪格下士號       | AK-3000 | 歐登西鋼鐵造船廠 | 1979-08-03 | 1979-10      | 1983         | 2010       | 歸還給馬士基後於印度阿朗拆解 |
| 威廉·B·鮑一等兵號           | AK-3001 | 歐登西鋼鐵造船廠 | 1979       | 1979         | 1983         | 2008-07-15 | 歸還給馬士基繼續服役         |
| 小詹姆斯·安德森一等兵號     | AK-3002 | 歐登西鋼鐵造船廠 | 1979-03-23 | 1979-07      | 1983         | 2009       | 於2009年出售報廢             |
| 亞歷克斯·邦尼曼中尉號       | AK-3003 | 歐登西鋼鐵造船廠 | 1979-08-03 | 1980-01      | 1984-01      | 2009       | 於2009年出售報廢             |
| 富蘭克林·J·菲利普斯二等兵號 | AK-3004 | 歐登西鋼鐵造船廠 | 1979-10-12 | 1980         | 1984-01      | 2008       | 歸還給馬士基繼續服役         |

## 補充
1. ↑  致敬在沖繩島戰役中犧牲並榮獲榮譽勛章的美國海軍陸戰隊成員小路易斯·J·豪格（英语：Louis J. Hauge Jr.）下士
2. ↑  致敬在長津湖戰役中犧牲並榮獲榮譽勛章的美國海軍陸戰隊成員威廉·B·鮑（英语：William B. Baugh）一等兵
3. ↑  致敬在越戰中犧牲並榮獲榮譽勛章的美國海軍陸戰隊成員小詹姆斯·安德森（英语：James Anderson Jr.）一等兵
4. ↑  致敬在二戰塔拉瓦戰役中犧牲並榮獲榮譽勛章的美國海軍陸戰隊成員小亞歷山大·邦尼曼（英语：Alexander Bonnyman Jr.）中尉
5. ↑  致敬在義和團之亂北京之戰中犧牲並榮獲榮譽勛章的美國海軍陸戰隊成員富蘭克林·J·菲利普斯（英语：Franklin J. Phillips）二等兵。該艦原先為哈利·費舍爾號（Harry Fisher），而後再發現其本名並非哈利·費舍爾後改名為其本名富蘭克林·J·菲利普斯號。[5]

## 發展
1. ↑  . www.navsource.org.   [2022-02-14]. （原始内容存档于14 March 2022）.
2. ↑  . The U.S. National Archives. 1990-08-01  [2022-02-14]. （原始内容存档于14 March 2022） （英语）.
3. ↑  Department of Defense. .
4. ↑  . The U.S. National Archives. 1992-12-01  [2022-02-14]. （原始内容存档于14 March 2022） （英语）.
5. ↑  . National Archives. 2016-08-15  [2022-02-14]. （原始内容存档于26 April 2006） （英语）.

## 外部連結
- Specifications of the ship on NavySite.de
- U.S. Navy webpage on strategic sealift and prepositioning ships